# متلازمة قرحة المستقيم الانفرادية
متلازمة قرحة المستقيم الانفرادية (بالإنجليزية: solitary rectal ulcer syndrome)‏ هي عبارة عن مجموعة أعراض ناتجة عن اختلال وظيفي حاد في القدرة على التبرز.
وهي ذات اعراض موصوفه بدقه في كتب الطب ولكنها في كثير من الأحيان يصعب تشخيصها وذلك بسبب اختلاف شكل القرح بالمستقيم عند فحصها بالمنظار الجراحي وبسبب كون أغلب المصابين بها من اعمار دون الخمسين ربيعا مما يجع تشخيصها صعبا وفي كثير من الأحيان تشخص الاعراض بشكل خاطئ على انها متلازمة القولون الملتهب أو سرطان المستقيم.

## أسباب المرض
أهم الأسباب هو الاختلال الوظيفي في عمليه التبرز. حيث يفقد أغلب المرضى القدرة على إرخاء عضلات قاع الحوض أثناء التبرز مما يؤدي إلى ارتفاع الضغط داخل المستقيم مع كل محاوله للتبرز وهذا بدوره يسبب احتقان وتقرح في الغشاء المخاطي للمستقيم، ومع الوقت يتسبب في تغير نسيجي في الغشاء المخاطي يتسبب في حدوث القرحة الانفراديه بالمستقيم.

## أعراض المرض
- خروج نزيف مخاطي مع البراز
- الزحار (وهو الشعور بالحاجة للضغط لإخراج الغائط)
- الشعور الدائم بالحاجة للتغوط
- سلس البراز (خروج القليل من البراز لاإراديا)
- استخذام التحاميل والحقن الشرجيه للتغوط.

الفحص السريري يظهر ان هناك اختلال في قاع الحوض وازدياد في ضغط العضلة العاصره للشرج، وبالفحص المنظاري يظهر وجود قرحه على الجدار الامامي للمستقيم مع وجود احمرار واحتقان في الغشاء المخاطي للمستقيم.
إن أخذ خزعه نسيجيه من القرحة أمر هام في التشخيص خصوصا إذا كان احتمال وجود خلايا سرطانيه عاليا.
تصوير اشعاعي حي لعمليه التبرز هو فحص بالغ الاهميه في التشخيص وتحديد نوع الاختلال الوظيفي بدقه ولتشخيص القيلة المستقيمية أو الانغلاف [الإنجليزية] المعوي بالمستقيم على اختلاف أنواعه.

## علاجه
العلاج قد يكون جراحي أو تحفظي ولكل منها نسبه نجاح وفشل ودواعي.

## العلاج المحافظ
التدريب على العادات الصحية الجيده في التبرز.وذلك ان يحدد وقت خاص من اليوم يتبرز فيه الإنسان يوميا ودون أن يقوم بالزحر ودون استخدام التحاميل أو الحقن الشرجيه.
تناول الألياف الطبيعية يوميا مثل البرتقال والتفاح وشرب كمية كافيه من الماء بشكل يومي.

## العلاج الجراحي
ان الجراحة ضروريه في حالات خاصه والتي تعاني من نزيف حاد أو تضيق شديد في فتحة الشرج أو وجود انغلاف أو قيلة مستقيمية. ويتم علاج الاختلال الوظيفي بتصحيح الوضع التشريحي للمستقيم وفتحته الشرج أو في بعض الأحيان المتقدمة يحتاج المريض إلى مفاغرة بطنيه.